# Calle Pajaritos (Sevilla)
La calle Pajaritos es una vía pública de la ciudad española de Sevilla.

## Descripción
La vía discurre desde la calle Francos hasta un punto en el que confluye con Estrella y Bamberg. Se conoció en el pasado como «calle de la Imprenta», pues en ella instaló la suya el alemán Jacobo Cromberger. Aparece descrita en la Noticia histórica del origen de los nombres de las calles de esta ciudad de Sevilla (1839) de Félix González de León con las siguientes palabras:

Calle Pajaritos. Esta calle que se llamó de la Imprenta, por una antigua que hubo en ella; está en el cuartel B. y parroquia de san Isidoro: ignoro el origen de su nombre, y nada encuentro en ella que observar, sino que tiene muy buenas casas de habitacion. Empieza regularmente ancha en la de la Estrella, y concluye muy angosta en calle Francos.
(González de León, 1839, pp. 378-379)